# Nauczyciel i pasterz
Nauczyciel i pasterz – zbiór listów pasterskich, komunikatów, zarządzeń oraz pism do rządu i władz administracyjnych kardynała Karola Wojtyły, arcybiskupa metropolii krakowskiej z lat 1959–1978.
Dwutomowe dzieło ukazało się nakładem Ośrodka Dokumentacji i Studium Pontyfikatu Jana Pawła II w Rzymie, w latach 1987 i 1998. Publikacje opracował ks. Michał Jagosz.
Monografia Nauczyciel i pasterz była cenną pomocą oraz uzupełnieniem do II wydania Kalendarium życia Karola Wojtyły ks. Adama Bonieckiego:

Stopniowo też ukazywały się wspomnienia przyjaciół, opracowania dokumentów i biografie Karola Wojtyły. Z satysfakcją mogłem stwierdzić, że Kalendarium było dla autorów narzędziem pożytecznym. Wśród tych opracowań szczególnie cenne jest monumentalne opracowanie: Ks. kardynał Karol Wojtyła, Arcybiskup Metropolita Krakowski. Nauczyciel i pasterz. Listy pasterskie – Komunikaty – Zarządzenia 1959—1978 (Wyd.: Ośrodek Dokumentacji Pontyfikatu Jana Pawła II. Rzym 1987). Pod kierunkiem ks. Michała Jagosza zebrano tam i opracowano wszystkie biskupie listy, komunikaty i zarządzenia przyszłego papieża. Jako „produkt uboczny” tego monumentalnego dzieła powstał sporządzony przez ks. M. Jagosza roboczy tekst, rodzaj uzupełnienia Kalendarium, a zarazem jego erraty. Kiedy przystąpiłem do pracy nad nowym wydaniem, ks. Jagosz spontanicznie, życzliwie i bezinteresownie udostępnił mi ten owoc swego trudu. Dzięki temu mogłem wprowadzić wiele poważnych uzupełnień i korekt.

## Tom I
Zebrane teksty Karola Wojtyły z lat 1959–1978 stanowią bezcenne źródło poznania nie tylko historii archidiecezji krakowskiej, lecz także dziejów funkcjonowania Kościoła w okresie komunistycznym.
W listach pasterskich Wojtyła zachęcał wiernych przede wszystkim do odnowy duchowej, aktywizacji parafialnych wspólnot religijnych oraz pielgrzymowania. To dzięki młodemu biskupowi ożyło w archidiecezji krakowskiej pielgrzymowanie do sanktuariów maryjnych. Również dzięki zabiegom i determinacji Wojtyły, krakowskie uroczystości corocznych procesji z relikwiami św. Stanisława na Skałkę, z udziałem episkopatu, urosły do rangi ogólnopolskiej i stały się społeczną manifestacją wiary.
Na 635 listów, komunikatów i zarządzeń Wojtyły, aż 448 ukazało się drukiem po raz pierwszy. Podstawę publikacji większości tekstów stanowiły maszynopisy zachowane w Archiwum Kurii Metropolitalnej Krakowskiej.
Kardynał Franciszek Macharski, arcybiskup metropolita krakowski, we wstępie napisał:

Zbiór pt. „Nauczyciel i pasterz” ukazuje się na 10-lecie pontyfikatu Jana Pawła II, ale stanowi źródło dla poznania działalności biskupiej, którą zakończył dzień 16 października 1978 r. Wydawnictwo jest prawdziwie źródłowe: z tytułu ścisłej metody wydawniczej, do jakiej się stosuje, i dlatego, że służy do poznania osoby i jej dzieła w archidiecezji krakowskiej.

## Tom II
Tom II stanowią memoriały oraz pisma Karola Wojtyły do rządu i władz administracyjnych PRL-u z lat 1959–1978.
Pierwszy raz Karol Wojtyła został „zaatakowany” przez władze komunistyczne 23 marca 1959 roku w liście do ks. arcybiskupa Eugeniusza Baziaka, w którym biskupowi Wojtyle zarzucano organizację „Dni skupień” dla prawników, lekarzy, wychowawców i młodzieży. Zdaniem władzy, wprowadzało to „sztuczny podział na wierzących i niewierzących”. Nadto, Wojtyła podczas swych przemówień, miał dopuszczać się publicznej krytyki władz państwowych.
W czerwcu i lipcu 1962 roku komunistyczne władze zaczęły siłą usuwać zgromadzenia zakonne z ich domów, mieszkań, ze szpitali i zamykać prowadzone przez siostry przedszkola, często niszcząc przy tym, i to w brutalny sposób, wyposażenia tych domów i kaplic. Z końcem sierpnia Karol Wojtyła, już jako wikariusz kapituły, rozesłał do prymasa, Rady Państwa, Prokuratury oraz członków Rządu, kilkustronicowy memoriał-protest żądający naprawienia wyrządzonej krzywdy instytucjom kościelnym.
W okresie późniejszym bp Karol Wojtyła wielokrotnie występował z protestami do władz komunistycznych. Od 1966 roku bronił alumnów przed siłową mobilizacją do wojska, ostatnie pismo interweniujące pochodzi z 15 października 1976 roku. Bardzo ostro wystąpił bp Karol Wojtyła w obronie peregrynacji obrazu Matki Boskiej Częstochowskiej, który 4 września 1966 roku został przez ówczesne władze komunistyczne siłą odebrany w drodze z Warszawy do Katowic. Władze usiłowały w oficjalnej propagandzie wmówić społeczeństwu, że uroczystości peregrynacji przybierają charakter manifestacji politycznych i naruszają publiczny porządek, na co zareagował Wojtyła:

Na tym właśnie polega insynuacja, która w świetle każdego prawdziwie humanistycznego kodeksu prawa i moralności stanowi przejaw nieposzanowania człowieka w elementarnych jego prawach. Jeśli insynuacja pochodzi od przedstawicieli Władzy, jest tym dotkliwsza, świadczy bowiem o wrogim stosunku do obywatela lub też pewnej grupy obywateli.(...) Przymusowe zatrzymanie Obrazu przy użyciu posterunków MO posiada charakter permanentnej zniewagi świętości religijnej, a zarazem obrazy uczuć ludzi wierzących.

Maszynopisy opublikowanych tekstów znajdują się w rzymskim Ośrodku Dokumentacji i Studium Pontyfikatu Jana Pawła II.